# Alexandra Konstantinowna Kostenjuk
Alexandra Konstantinowna Kostenjuk (russisch Александра Константиновна Костенюк; * 23. April 1984 in Perm, Russische SFSR, Sowjetunion) ist eine russisch-schweizerische Schachspielerin. Sie war in den Jahren 2008 bis 2010 die zwölfte Schachweltmeisterin. Sie errang 2004 den Großmeistertitel (GM). Im Juli 2012 wurde sie als Verdienter Meister des Sports Russlands ausgezeichnet. Sie ist Schnellschach-Weltmeisterin der Frauen 2021.

## Schachkarriere
Seit ihrem zweiten Lebensjahr lebte sie in Moskau. Im Alter von fünf Jahren erlernte sie das Schachspiel von ihrem Vater Konstantin Wladimirowitsch. Alexandra Kostenjuk machte schnell Fortschritte. Ihre ersten Erfolge feierte sie in Juniorenturnieren. Im Jahr 1994 gewann sie den ersten Europameistertitel bei den Mädchen unter 10 Jahren in Rumänien. Einen Monat später belegte sie den zweiten Platz bei der Weltmeisterschaft der unter 10-Jährigen. Später gewann sie entsprechende Titel, so wurde sie zum Beispiel 1996 Weltmeisterin der Mädchen unter 12 Jahren.

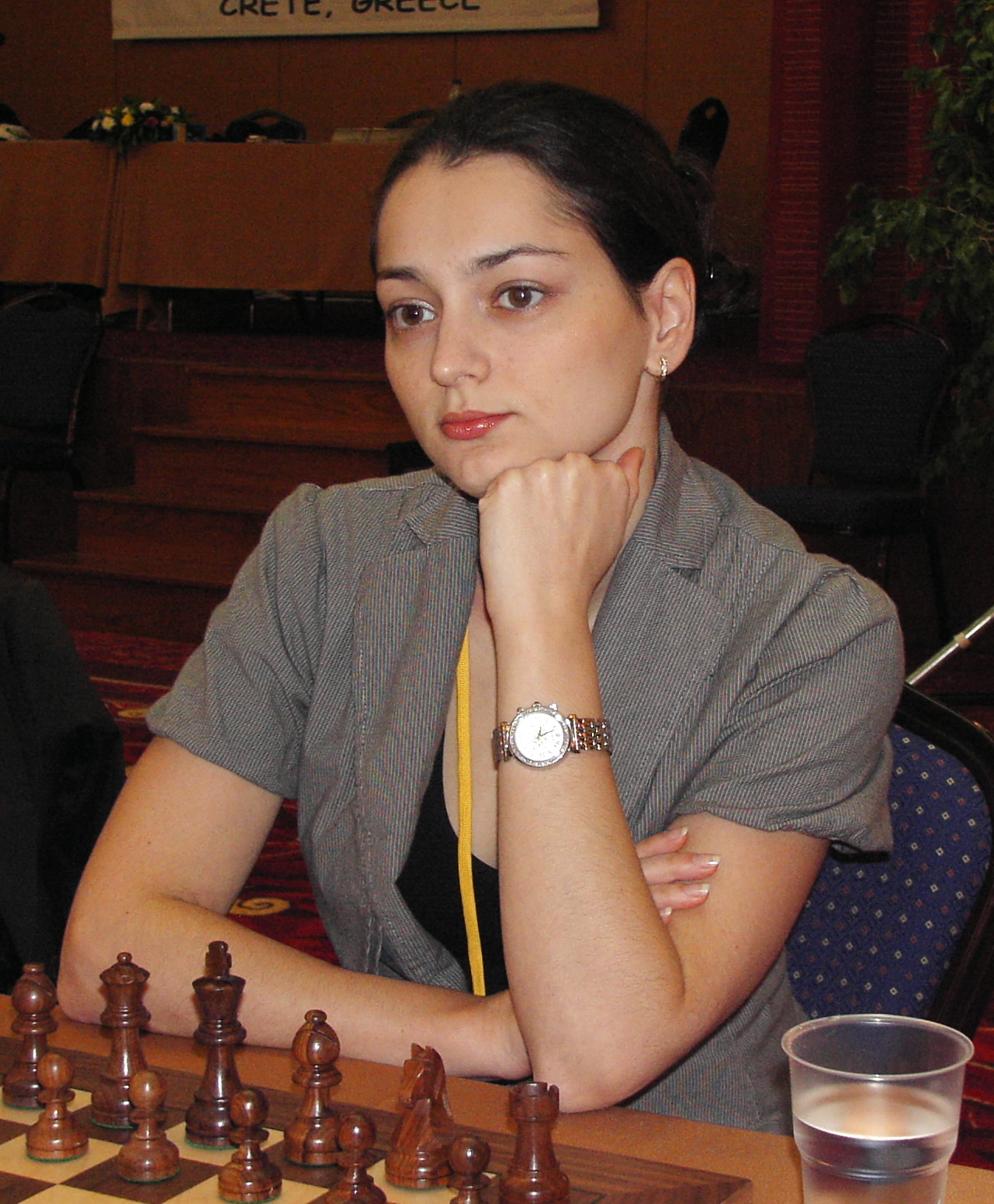
Alexandra Kostenjuk, EuroChess 2007

Im Jahr 1997 erhielt sie im Alter von 13 Jahren den Titel Internationale Meisterin der Frauen (WIM). Im Februar 1998 erreichte sie im Alter von 13 Jahren und zehn Monaten alle erforderlichen Normen für den Titel als Großmeister der Frauen (WGM), der ihr dann erst im November 1998 auf dem FIDE-Kongress bei der 33. Schacholympiade in Elista verliehen wurde. Im Jahr 2000 wurde sie Internationaler Meister (IM). Der Titel eines Großmeisters (GM) wurde Kostenjuk 2004 nach dem Gewinn der europäischen Einzelmeisterschaft der Frauen in Dresden verliehen.
Bei den Chess Classic in Mainz 2002 spielte Kostenjuk einen Schnellschach-Wettkampf gegen Elisabeth Pähtz, den sie mit 6:5 gewann. Weitere Schritte in ihrer Karriere waren der Gewinn der Europameisterschaft der Frauen 2004 sowie der Sieg bei der Russischen Meisterschaft der Frauen 2005.
Im September 2005 gewann sie das Blitzturnier Golden Blitz in Moskau im Finale gegen Almira Scripcenco. Bei einem Schnellschach-Turnier auf Schloss Villandry gewann Kostenjuk am 21. Oktober 2007 eine Partie gegen Laurent Fressinet nach 237 Zügen, was einen Rekord für die längste entschiedene Partie darstellt.

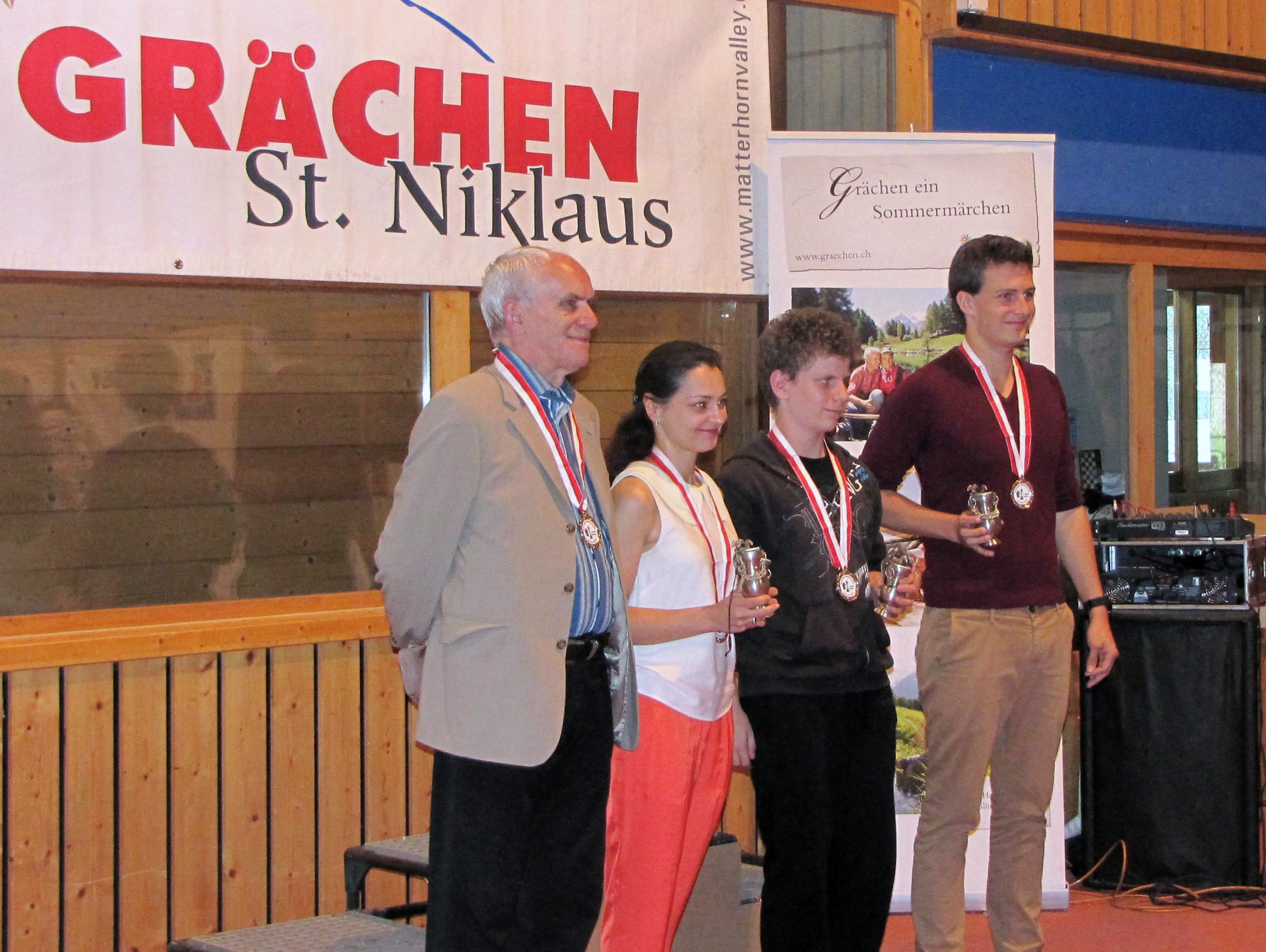
Die Schweizer Meister 2013

Als Weltmeisterin war Kostenjuk für den Schach-Weltpokal 2009 qualifiziert, unterlag jedoch in der ersten Runde Şəhriyar Məmmədyarov mit 0:2.
Da sie mit einem Schweizer verheiratet war, ist sie auch Schweizer Staatsbürgerin.
Im Juli 2010 nahm sie an der Schweizer Landesmeisterschaft teil und kam auf Platz 4. Die Schweizer Einzelmeisterschaft der Frauen gewann sie 2011. Bei der Schweizer Einzelmeisterschaft 2013 in Grächen wurde Alexandra Kostenjuk als erste Frau Schweizer Meister. Im Oktober 2016 gewann Kostenjuk zum zweiten Mal die russische Frauenmeisterschaft. Sie war 2021 die Gewinnerin beim Schach-Weltpokal der Frauen und ist damit für das nächste Kandidatenturnier der Frauen qualifiziert. Im Dezember desselben Jahres wurde sie erstmals Schnellschach-Weltmeisterin der Frauen.

## Schachweltmeisterin
Alexandra Kostenjuk nahm frühzeitig Anlauf, den Titel der Schachweltmeisterin zu erringen. Bei der Weltmeisterschaft 2001 stand Kostenjuk erstmals im Finale, verlor dort jedoch gegen Zhu Chen den Wettkampf nach Tiebreak mit 5:3. Bei der Frauen-WM 2004 in Elista scheiterte Kostenjuk dagegen bereits in der zweiten Runde an Viktorija Čmilytė. Im September 2008 erreichte ihre Laufbahn schließlich ihren bisherigen Höhepunkt. Bei der Weltmeisterschaft in Naltschik gewann sie den Titel durch ein 2½:1½ im Finale gegen Hou Yifan. Im Halbfinale hatte sich Kostenjuk zuvor gegen Pia Cramling durchgesetzt. Im Jahr 2006 und 2008 gewann sie in Mainz außerdem die Chess960-Weltmeisterschaft der Frauen. Bei der Frauenweltmeisterschaft 2010 in Antakya schied sie in der dritten Runde gegen die spätere Finalistin Ruan Lufei aus. Ihre Nachfolgerin wurde die 16-jährige Hou Yifan.

## Autorin und Schachtrainerin
Parallel zum praktischen Schach konzentrierte sich Kostenjuk darauf, Schachbücher zu verfassen und als Trainerin zu wirken. Ihr erstes, teilweise autobiografisches Werk How I became Grandmaster at age 14 wurde 2001 veröffentlicht und ist mittlerweile in drei Sprachen (Russisch, Englisch und Spanisch) erschienen. In diesem Lehrbuch berichtet sie auch davon, wie sie selbst das Schachspiel erlernt hat.
Im Juli 2003 schloss sie die Hochschule für Sport ab und ist seitdem geprüfte Schachtrainerin. 2007 erschien ihr zweites Buch Play like a champion.
Unter Chess is Cool betreibt sie einen Schach-Podcast.

## Privates
Alexandra Kostenjuk war mit ihrem Manager Juan Diego Garces Montoya (* 1959) verheiratet und wurde im Jahr 2007 Mutter einer Tochter. Im Jahr 2015 heiratete sie den russischen Schachgroßmeister Pawel Tregubow. Ihre jüngere Schwester Oxana (* 1987) ist ebenfalls Schachspielerin.
Neben dem Schach verfolgt sie andere Interessen, darunter Poesie und Sport. Aufmerksamkeit erregte insbesondere ihre Neigung, wiederholt als Fotomodell für sich und den Schachsport zu werben, ihr Motto lautet „beauty and intelligence can go together“.

## Nationalmannschaft und Verbandszugehörigkeit
Alexandra Kostenjuk nahm an zehn Schacholympiaden der Frauen teil, nämlich 1998 (in der dritten Mannschaft), 2002, 2004, 2006, 2008, 2010, 2012, 2014, 2016 und 2018. Sie gewann diese mit der russischen Frauenmannschaft 2010, 2012 und 2014 und erreichte 2014 außerdem das beste Einzelergebnis am dritten Brett. Außerdem nahm sie an den Mannschaftsweltmeisterschaften der Frauen 2011, 2013 und 2015 teil sowie an den Mannschaftseuropameisterschaften der Frauen 2003, 2005, 2007, 2009, 2011, 2013 und 2015. Sie gewann diese mit Russland 2007, 2009, 2011 und 2015 und gewann 2003 am Reservebrett, 2009 am ersten Brett, 2011 am vierten Brett und 2013 am zweiten Brett jeweils die Einzelwertung.
Aus Protest gegen den Russischen Angriffskrieg gegen die Ukraine legte Kostenjuk im Mai 2022 ihre russische Verbandszugehörigkeit nieder und spielt seither unter der Flagge der FIDE. Es war geplant, dass sie ab 2024 für die Schweiz antreten sollte, da üblicherweise bei einem früheren Verbandswechsel die Zahlung einer Transfergebühr von 10.000 Dollar an den russischen Schachverband fällig gewesen wäre. Nachdem die FIDE im Februar 2023 bekannt gab, dass russische Spieler ohne diese Transfergebühr zu einem europäischen Verband wechseln können, wurde der Wechsel bereits im März 2023 vollzogen.

## Vereine

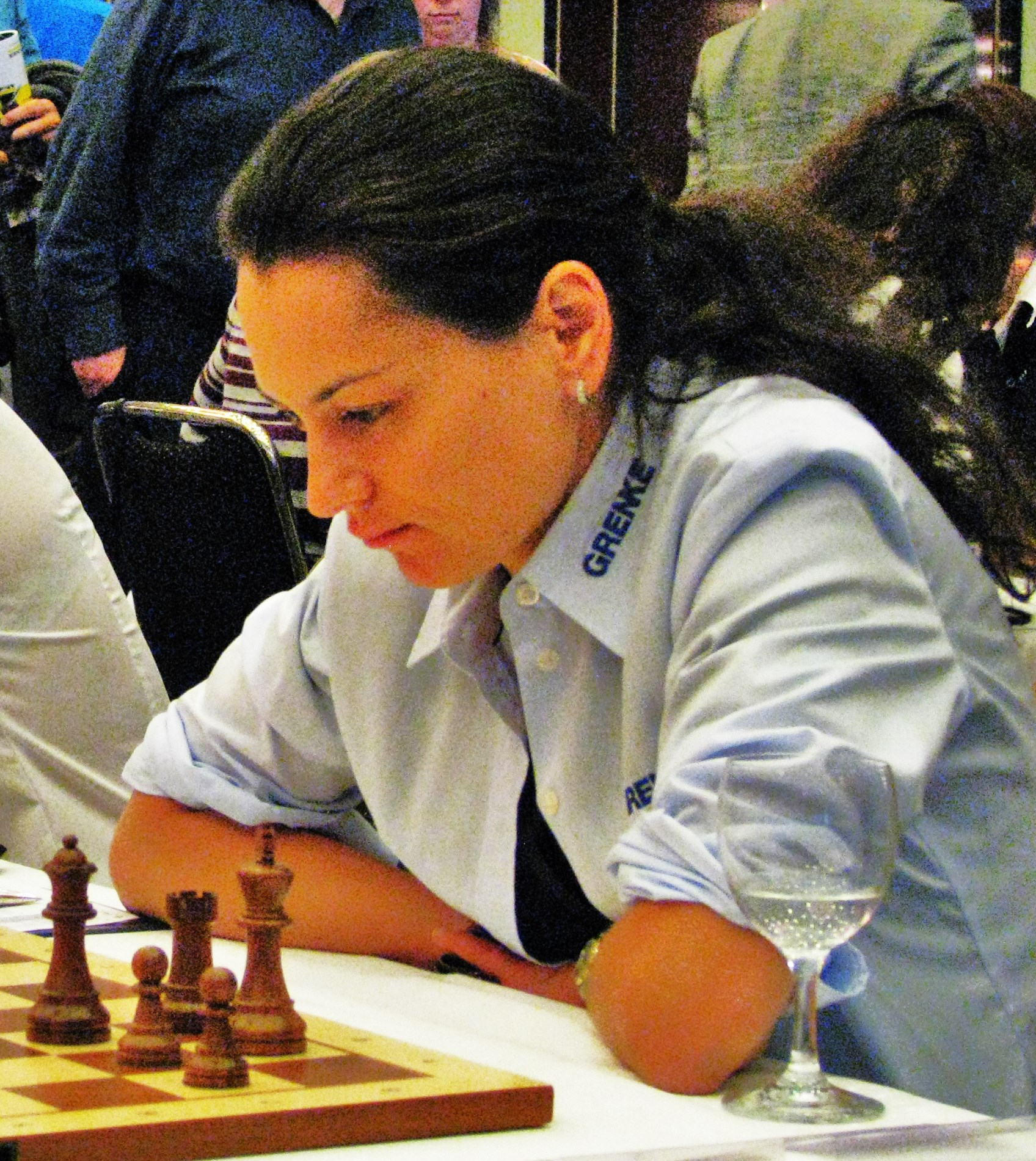
Für die OSG Baden-Baden bei der Bundesliga-Finalrunde 2017 in Berlin

In der Schweizer Nationalliga A hatte Kostenjuk in der Saison 2014 einen Einsatz beim SK Trubschachen, in der Saison 2016 spielte sie für den Meister Schachgesellschaft Zürich. In der britischen Four Nations Chess League spielte sie in der Saison 2003/04 für Numerica 3Cs, in der niederländischen Meesterklasse in der Saison 2004/05 für Hotels.nl/Groningen.
Die deutsche Frauenbundesliga gewann Kostenjuk 2005 mit dem OSC Baden-Baden, 2016 und 2018 mit der OSG Baden-Baden.
In Frankreich ist Kostenjuk seit der Saison 2014/15 für Clichy Echecs 92 gemeldet und gewann mit diesen 2017 die französische Mannschaftsmeisterschaft sowie 2018 die französische Mannschaftsmeisterschaft der Frauen, in Belgien spielt sie seit der Saison 2015/16 für Cercle d’Échecs Fontainois.
Zwischen 2003 und 2015 nahm sie siebenmal am European Club Cup der Frauen teil und gewann diesen 2003 mit dem ŠK Internet-CG Podgorica. Individuelle Goldmedaillen gewann sie 2012 am ersten Brett sowie 2014 und 2015 jeweils am zweiten Brett von SHSM Nashe Nasledie. Die chinesische Mannschaftsmeisterschaft gewann Kostenjuk 2019 mit China Mobil Shanghai.

## Werke
- How I Became Grandmaster at 14. Moscow 2001, ISBN 978-5-829300432.
  - (im Original) Как стать гроссмейстером в 14 лет. Moscow 2001, ISBN 5-89069-053-1.
- mit Natalija Kostenjuk: Как научить шахматам : дошкольный шахматный учебник. Russian Chess House 2008, ISBN 978-5-94693-085-7.
- Diary of a Chess Queen. Mongoose Press 2010, ISBN 978-0-979148279.